# Heinz Trökes

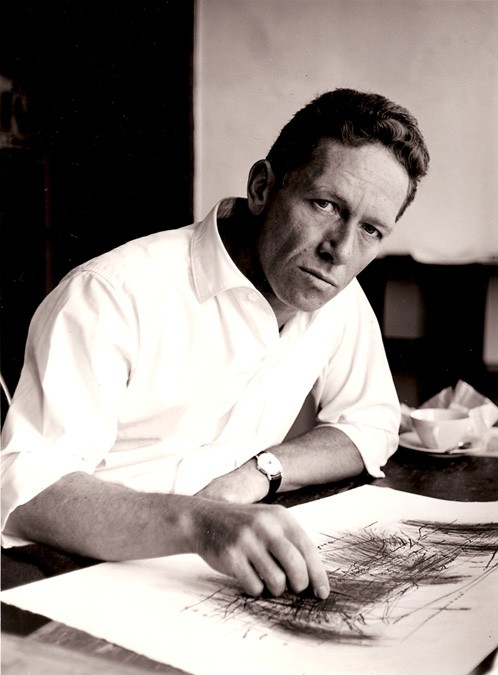
Heinz Trökes in seinem Hamburger Atelier (1957)

Heinz Trökes (* 15. August 1913 in Hamborn am Rhein; † 22. April 1997 in Berlin) war ein deutscher Künstler.

## Leben
Nach dem Abitur 1933 war Trökes von 1933 bis 1936 Schüler von Johannes Itten in Krefeld. 1934 unternahm Trökes eine Reise mit dem Fahrrad durch Italien und besuchte dabei u. a. Florenz, Rom, Neapel, Palermo und Venedig. Von 1936 bis 1939 lebte Trökes als Maler in Augsburg und verdiente seinen Lebensunterhalt durch Textilentwürfe bei der Firma J.P. Bremberg. 1938 wurde seine erste Einzelausstellung in der Berliner Galerie Nierendorf auf Veranlassung der Nazis geschlossen. Danach Ausschluss aus der Reichskulturkammer und bis 1945 keine Ausstellungsmöglichkeit mehr. 1937 Begegnung mit Wassily Kandinsky in Paris. Im anschließenden Jahr Reisen nach Wien, Budapest, Jugoslawien und nochmals Italien. 1939 zog Trökes nach Zürich, um von dort nach Holländisch-Indien (Indonesien) auszuwandern. Durch den Ausbruch des Zweiten Weltkriegs wurde dies jedoch verhindert. Rückkehr nach Deutschland. Ab 1940 Studium bei Georg Muche in Krefeld und Einberufung zur Wehrmacht, bis 1942 als Flaksoldat in Berlin. In seiner Freizeit besuchte er die Kunstschule von Max Dungert. Freundschaft u. a. mit Oskar Huth.
1945 war Trökes Mitbegründer der Berliner Galerie Gerd Rosen, der ersten privaten Kunstgalerie nach dem Krieg in Deutschland, deren künstlerischer Leiter er bis 1946 war. Von 1946 bis 1948 entstand eine Reihe kosmonautischer Bilder wie „Die Mondkanone“, „Terrain der Kosmologen“, „Sphärische Kontraste“, „Zwei Welten“. 1947 erfolgte der Ruf an die Staatliche Hochschule für Architektur und Kunst in Weimar (heute Bauhaus-Universität) zusammen mit dem Maler Mac Zimmermann. Nach einem Semester Beendigung der Lehrtätigkeit aufgrund zu starker Einflussnahme von außen. Beteiligung an der Ausstellung L’Art Allemand Moderne, Deutsche Kunst der Gegenwart in Baden-Baden. Während der Blockade von 1948 bis 1949 Berlin Aufenthalt in Rodenbach bei Neuwied am Rhein, danach wieder in Berlin. 1949 Heirat mit Renata (Renée) Severin, Tochter des Buchhändlers Walter Severin (1891–1960) und Schwester des Journalisten Jochen Severin (1927–1995). Trökes veröffentlichte einen Artikel in der Zeitschrift Les Temps Modernes, Paris (Dir. Jean-Paul Sartre) über „La peinture et le public en Allemagne. L’inflation d’expositions et le scandale qu’elles provoquent“. 1950 bis 1952 Preisträger beim Blevin-Davis-Wettbewerb in München, Aufenthalt in Paris und Freundschaft mit Wols und Paul Celan. Trökes schloss sich der Rixes-Gruppe mit Roberto Matta, Jaroslaw Serpan, Jean-Paul Riopelle, Zañartu u. a. an. Teilnahme am wöchentlichen Jour fixe um André Breton (Benjamin Péret, Marcel Duchamp, Toyen, Max Ernst, Rufino Tamayo und Gérard Hérold).
1952 zogen Heinz und Renée Trökes nach Ibiza. Hier entstanden zahlreiche Inselbilder, oft topographischen Charakters. Er wurde Preisträger beim Hallmark-Wettbewerb, New York. 1954 Geburt des Sohnes Jan Manuel. 1955 große Spanienrundreise u. a. nach Madrid, Alicante und Toledo. Ebenfalls 1955 erhielt er den Deutschen Kritikerpreis und Lehrangebote der Kunsthochschulen und -akademien in Berlin, Karlsruhe, Zürich, Stuttgart und Frankfurt, die er aber nicht annahm.
Im Jahr 1955 war Heinz Trökes Teilnehmer der documenta 1 in Kassel. (Er nahm noch an weiteren documenten im Jahr 1959 (documenta II) und 1964 (documenta III) teil.)
1956 Reisen von Ibiza nach Andalusien und Marokko. Trökes erhielt den Berliner Kunstpreis. Von 1956 bis 1958 leitete Trökes die Abteilung für Freie Graphik an der Staatlichen Hochschule für bildende Kunst in Hamburg. Es entstanden Lithographien und Radierungen. 1957 zeigte er auf der Triennale in Mailand ein Mosaik. 1958 unternahm er eine dreimonatige Reise nach Ceylon und besuchte u. a. Kairo, Dschibuti, Aden und Bombay. Auf einer Gummiplantage entstanden Aquarelle für den Band „Singhalesische Miniaturen“. Teilnahme an der Biennale di Venezia. Auf der Interbau in Berlin-Hansaviertel 1957, realisierte er für die Kaiser-Friedrich-Gedächtnis-Kirche ein Glasfenster. Rückkehr nach Ibiza. 1959 bis 1960 lebte Trökes mit Familie auf der Insel Ägina in Griechenland. Nach der starken Farbigkeit der Pariser und Ibiza-Jahre entstanden im differenzierten Licht Griechenlands und noch bis 1966 stille Bilder in reduzierten und atmosphärischen Farben. Reisen nach Kreta, Rhodos, auf dem Peloponnes und nach Istanbul. 1960 bis 1961 über Berlin, Wameln (Radierungen „Wamelner Folge“), Paris und Barcelona zurück nach Ibiza. In dieser Zeit entstanden drei Teppichentwürfe. Ausführung durch die Firma Anker-Teppiche, Düren.
Als Mitglied des Deutschen Künstlerbundes beteiligte sich Heinz Trökes zwischen 1952 und 1971 an sieben großen DKB-Jahresausstellungen, darunter auch an der Wanderausstellung 1961 in Belgien. Seit 1961 war Trökes Mitglied der Akademie der Künste, Berlin. Ab 1962 bis 1965 in wechselndem Turnus Ibiza und Stuttgart. Lehrtätigkeit an der Staatlichen Akademie der Bildenden Künste in Stuttgart. 1964 unternahm Trökes ausgedehnte Reisen durch Lateinamerika: Curaçao, Caracas, Peru, Bolivien, Ecuador, Kolumbien, Panama, Guatemala, Mexiko und New York. Im Anschluss daran entstand der Bildband „Eldorado“. Karl-Ströher-Preis der 1. Internationale der Zeichnung, Darmstadt. Einzelausstellung im Museo de Bellas Artes, Caracas.
1965 erhielt Trökes den Ruf an die Hochschule für bildende Künste, heute Universität der Künste Berlin. Seitdem lebte er wieder in Berlin allerdings weiterhin auch auf Ibiza. Kirchenfenster in Leonberg bei Stuttgart. Ausgedehnte Reisen durch Nord- und Südspanien, nach Madrid und Marokko. 1966 experimentierte Trökes mit Georg Muche an einem Helio-Klischographen in Kassel um elektrisch gesteuerte Drucke herzustellen. Die stillen Bilder wurden durch starkfarbige abgelöst. 1967 ausgedehnte Reisen nach Argentinien, Brasilien und Senegal. Einzelausstellung im Lehmbruck-Museum, Duisburg. 1968 LSD-Malversuche mit Dr. Hartmann, München. Ehrenmitglied der Accademia Internazionale „Tommaso Campanella“ die Lettere-Arti-Scienze, Rom.
Von 1968 bis 1970 entstanden 64-farbige Illuminationen zur achtbändigen Gesamtausgabe des Crébillon. 1969 erfolgten Reisen nach Kuba und Dänemark, 1970 nach Äthiopien, Ankara und Anatolien. 1971 Ablösung der vielfarbigen und oft großformatigen Bilder durch zweifarbige, kleinere Formate. Trökes unternahm seine zweite Äthiopien- und zweite Südamerika-Reise nach Bolivien, Peru, Panama, Honduras, Guatemala, Mexiko. 1972 gab er ein Seminar für freie Malerei an der Internationalen Sommerakademie für Bildende Kunst Salzburg. Reisen nach Tunesien, Algerien, Zentral-Sahara Ab 1973 entstanden Schwarzweiß-Collagen und Chinatuschen und mehrere Skizzenbücher.
Ab 1974 bis 1975 folgten Experimente mit Gold. Viermonatige Asien-Reise: Ceylon, Burma, Thailand, Malaysia, Indonesien, Nepal, Indien, Pakistan, Afghanistan und Iran. 1976–1977 Chinatuschen, Farbradierungen und vornehmlich Aquarelle. Vier Monate auf Weltreise: Israel, Thailand, Bali, Australien, Süd-Pazifik, Chile und Argentinien. Vorträge im Tel-Aviv-Museum und im Israel-Museum in Jerusalem über „Kunst in Deutschland unter Hitler und danach“. Reise in den Südjemen und zu den Lehmhochhäusern im Wadi Hadramaut. 1978 wurden drei Gobelin-Entwürfe gefertigt, Ausführung durch die Fränkische Gobelin-Manufaktur. Auf Ibiza entstanden neue Ölbilder, in Berlin weitere Skizzenbücher. Beendigung der Lehrtätigkeit an der Hochschule der Künste Berlin. Ägypten-Reise.
Ab 1981 entstanden zahlreiche quadratische Bilder mit gewischten und lasierten Hintergründen. Ab ca. 1990 malte Trökes heitere 50 × 50 cm Bilder im Format, die seine gesamte zeichnerische und malerische Erfahrung nochmals bündeln und eine große formale Freiheit ausdrücken. Am 15. August 1993 wurde Heinz Trökes anlässlich seines achtzigsten Geburtstages die Mercatorplakette durch den Oberbürgermeister Josef Krings der Stadt Duisburg verliehen. Am 1. April 1997 starben erst Renée und nur wenige Tage später, am 22. April, Heinz Trökes in Berlin. Sie wurden gemeinsam auf dem Waldfriedhof Zehlendorf beigesetzt.

## Werke

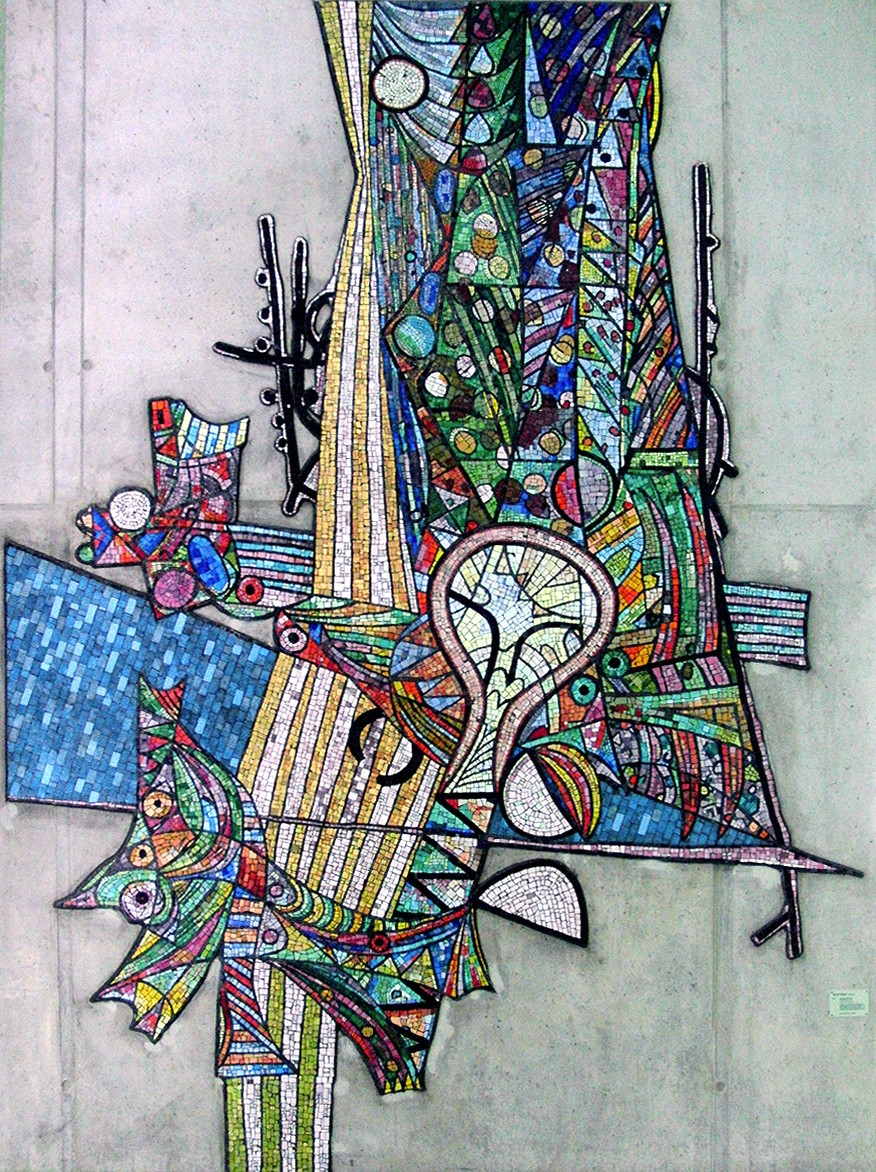
Glasmosaik für die Hamburger Katharinenschule (1957)

- Die Mondkanone (Berlin, Berlinische Galerie – Landesmuseum für moderne Kunst, Photographie und Architektur), 1946; Öl auf Leinwand
- Landschaft danach, 1946; Öl auf Leinwand, Chicago Museum
- Die blinde Stadt, 1949; Öl auf Leinwand
- Sphärische Kontraste, 1948; Öl auf Leinwand, Neue Nationalgalerie, Berlin
- Am Mars, 1948; Öl auf Leinwand, Neues Museum, Weimar
- In der Luft und im Wasser, 1950; Öl auf Leinwand, The Busch-Reisinger Museum/Harvard Art Museums, Cambridge, USA
- Zwischen Wolken und Kristallen 1951; Öl auf Leinwand. Buffalo AKG Art Museum, Buffalo, USA
- Echo, 1954; Öl auf Leinwand, Lehmbruck-Museum, Duisburg
- Für Artisten, 1954; Öl auf Leinwand, Sprengel Museum Hannover
- Wunschbild für Geologen, 1956; Öl auf Leinwand, Neue Nationalgalerie, Berlin
- Glasmosaik in der Katharinenschule, Hamburg-Hafencity. Anfertigung: Puhl & Wagner. Ursprünglich für die XI. Triennale, Mailand.1958/59 vom Senat Hamburg angekauft und 2009/10 von der Münchner Hofmanufaktur restauriert und umgesetzt. Vormaliger Standort: Volksschule an der Katharinenkirche.
- Lettern einer Schrift; Radierung auf Bütten, 1960. Museum of Modern Art, New York, USA
- Goldadern, 1961; Öl auf Leinwand, Wallraf-Richartz-Museum, Köln (Museum Ludwig)
- Tage Nacht Buch; 1963; Verlag der Spiegel, Köln, lim. Edition
- Augenreise, 1968; Rembrandt Verlag, Berlin - Library of Congress, Washington

## Ausstellungen (Auswahl)
- 1949 Einzelausstellung im Kaiser-Wilhelm-Museum, Krefeld. Beteiligung an der Ausstellung „Kunst in Deutschland 1930–1949“, Zürich
- 1952 Einzelausstellung in der Galerie Jeanne Boucher, Paris
- 1953 Einzelausstellungen im Museum von der Heydt, Wuppertal, und im Städtischen Museum, Braunschweig, Beteiligung an der 2. Biennale von São Paulo
- 1954 Ausstellungsbeteiligung: „duitse kunst na 1945“, Amsterdam, Stedelijk Museum
- 1955 Einzelausstellungen im Städtischen Kunstmuseum, Duisburg, und in der Galerie Buchholz, Madrid.
- 1955 Beteiligung an der documenta I, Kassel
- 1956 Einzelausstellungen im Haus am Waldsee, Berlin, und im Kunstverein Hamburg
- 1957 Einzelausstellung in der Galerie Henning, Halle/Saale (Ölbilder, Aquarelle, Lithographien, Federzeichnungen)
- 1959 Teilnahme an der documenta II, Kassel
- 1964 Teilnahme an der documenta III, Kassel
- 1965 Einzelausstellungen in den Kunstvereinen von Pforzheim, Mannheim und Oldenburg
- 1966 Einzelausstellung im Museu de Arte Moderna do Rio de Janeiro
- 1969 Einzelausstellung im Wilhelm-Morgner-Haus Soest
- 1973 Einzelausstellung, Neue Ölbilder, Aquarelle, Tuschen und Serigraphien, Manus-Presse, Stuttgart-Möhringen[3]
- 1979 Einzelausstellungen in der Akademie der Künste, Berlin, und im Wilhelm-Lehmbruck-Museum, Duisburg
- 1981 Einzelausstellung im Herforder Kunstverein
- 1983 Einzelausstellung in der Nationalgalerie Berlin (Skizzenbücher, die Trökes der Nationalgalerie anlässlich seines 70. Geburtstages geschenkt hat)
- 1985 Ausstellungsbeteiligung in der Berliner Nationalgalerie: Kunst in der Bundesrepublik Deutschland 1945–1985
- 1988 Einzelausstellung zum 75. Geburtstag in der Galerie Pels-Leusden/Villa Grisebach, Berlin. Frühe und späte Bilder. Katalog mit 18 farbigen Abbildungen.
- 1991 Einzelausstellung im Fritz-Winter-Haus, Ahlen
- 1995 Einzelausstellung im Berliner Kupferstichkabinett (Schenkung der Skizzenbücher 1984–1994)
- 1997 Einzelausstellung in der Galerie Pels-Leusden, Berlin (Gedenkausstellung kurz nach seinem Tod)
- 2003 Einzelausstellung und Präsentation des Werkverzeichnisses – Hrsg. Dr. Markus Krause – Galerie Jörg Maaß; Leporello mit 10 farb. Abb. Das Werkverzeichnis der Gemälde ist anlässlich der Gedenkausstellung zum 90. Geburtstag im Germanischen Nationalmuseum in Nürnberg 2003 im Prestel Verlag erschienen.
- 2003 Werke und Dokumente – Germanisches Nationalmuseum Nürnberg. Zur Ausstellung ist ein Katalog mit 122 Seiten und zahlreichen farbigen und s/w Abbildungen erschienen.
- 2003 Werke und Dokumente – Große Werkschau, Über dem Realen, Werke und Dokumente aus fünfzig Jahren; Neues Museum Weimar
- 2003–2004 Malerei, Zeichnungen, Druckgraphik und Dokumente aus fünfzig Jahren; Haus am Waldsee, Berlin
- 2005 Beteiligung: 50 Jahre / Years documenta 1955–2005; Kassel, Kunsthalle Fridericianum
- 2008 Heinz Trökes – Ölbilder und Aquarelle 1950–1993; Ahlen, Fritz-Winter-Haus
- 2008 Heinz Trökes – Ölbilder und Aquarelle 1950–1993; Gießen, Oberhessisches Museum, Altes Schloss
- 2009 Beteiligung: Art of Two Germanys/Cold War Cultures; Los Angeles County Museum of Arts - LACAMA; Kunst und Kalter Krieg; Deutsche Positionen 1945–1989, Germanisches Nationalmuseum, Nürnberg. Anschließend: Deutsches Historisches Museum, Berlin
- 2010 Beteiligung: Das Jahr 1950 – Brennpunkte deutscher Kunst der Nachkriegszeit. Landesmuseum Schleswig, Schloss Gottorf
- 2013 Heinz Trökes – die frühen Jahre. Haus am Horn, Weimar
- 2013 Möglichkeiten auf Blau – Aquarelle 1950–1992, Lindenau-Museum, Altenburg
- 2013 ELDORADO. Zum 100. Geburtstag von Heinz Trökes, Lehmbruck Museum, Duisburg
- 2017 Heinz Trökes, Surrealismus in Berlin 1945-1950, Galerie Derda, Berlin
- 2018 Beteiligung: INVENTUR - ART IN GERMANY 1943-1955, Harvard Art Museums, Cambridge, MA, USA

Werke in öffentlichen Sammlungen u. a. in Berlin, Hamburg, München, Köln, Kassel, Düsseldorf, Wuppertal, Hannover, Gelsenkirchen, Bremen, Duisburg, Witten, Bochum, Stuttgart, Karlsruhe, Mannheim, Darmstadt, New York, San Francisco, Chicago, Cincinnati, Detroit, Buffalo, Brooklyn, Kopenhagen, und Buenos Aires.

## Nachlass
Der schriftliche Nachlass einschließlich der Tagebücher wurde dem Deutschen Kunstarchiv im Germanischen Nationalmuseum gestiftet. Die Skizzenbücher wurden den Staatlichen Museen zu Berlin, dem Berliner Kupferstichkabinett vermacht.